# The Criminal Under My Own Hat
The Criminal Under My Own Hat je studiové album amerického hudebníka T-Bone Burnetta. Vydáno bylo v červenci roku 1992 společností Columbia Records a spolu s Burnettem jej produkoval Bob Neuwirth. Neuwirth je zároveň spoluautorem několika písní. Album bylo nominováno na cenu Grammy. Jde o Burnettovo poslední sólové album až do roku 2006, kdy vyšla deska The True False Identity.

## Seznam skladeb
Autorem všech skladeb je T-Bone Burnett, pokud není uvedeno jinak.
1. Over You – 2:20
2. Tear This Building Down – 4:37
3. It's Not Too Late (Burnett, Elvis Costello, Bob Neuwirth) – 4:26
4. Humans from Earth – 2:48
5. Primitives – 3:15
6. Criminals – 3:44
7. Every Little Thing (Burnette, Neuwirth) – 2:53
8. I Can Explain Everything – 1:53
9. Any Time at All – 3:03
10. I Can Explain Everything (Reprise) – 3:19
11. The Long Time Now (Burnett, Neuwirth) – 3:00
12. Kill Switch – 2:55

## Obsazení
- T-Bone Burnett – zpěv
- Jerry Douglas – dobro
- Edgar Meyer – basa
- Van Dyke Parks – akordeon
- Marc Ribot – kytara
- Billy Swan – doprovodné vokály
- Jim Keltner – bicí
- David Jackson – basa
- Mark O'Connor – mandolína, housle
- Dean Parks – slide kytara
- Jerry Scheff – basa
- Harry Stinson – basový buben
- Andrea Zonn – viola
- Roy Huskey, Jr. – basa